# Pohoří svatého Eliáše
Pohoří svatého Eliáše (anglicky Saint Elias Mountains) se nachází v severozápadní části Severní Ameriky, při pobřeží Tichého oceánu. Je součástí Pacifického pobřežního pásma. Leží na území Spojených států a Kanady. Rozkládá se v jihovýchodní části Aljašky, jihozápadní části Yukonu a také v severozápadní části Britské Kolumbie. Nejvyšší horou pohoří je Mount Logan (5 959 m), nejvyšší hora Kanady a druhá nejvyšší hora Severní Ameriky. V oblasti se nachází americké národní parky Wrangell–St. Elias a Glacier Bay, kanadský Národní park Kluane a provinční park Tatshenshini-Alsek, které jsou pod společným názvem Kluane / Wrangell–St. Elias / Glacier Bay / Tatshenshini-Alsek zapsány na seznam světového přírodního dědictví UNESCO. Velká část pohoří je zaledněna, největším ledovcem je Malaspina.

## Geografie
Pohoří se rozkládá v délce přibližně 500 km od průlivu Cross Sound na jihu až po ústí řeky Copper River na severu. Maximální šířka pohoří je 160 km. Druhou nejvyšší horou je Mount Saint Elias (5 488 m). Pohoří sv. Eliáše je nejvíce zaledněným pohořím Severní Ameriky, nacházejí se zde např. ledovce Kaskawulsh, Tsirku, Lowellův a další. Hubbard Glacier je se 144 km nejdelší ledovec na Aljašce.

### Nejvyšší hory
- Mount Logan (5 959 m)
- Mount Saint Elias (5 489 m)
- Mount Lucania (5 226 m)
- King Peak (5 173 m)
- Mount Steele (5 073 m)